# Francesco Patrizi
Francesco Patrizi (en latin Franciscus Patricius) (25 avril 1529 - 6 février 1597) est un philosophe et savant vénitien, et un des principaux défenseurs du platonisme contre l'aristotélisme dominant de l'époque.

## Biographie
Francesco Patrizi est né le 25 avril 1529 sur l'île de Cherso, actuellement Cres en Croatie mais alors sur le territoire de la république de Venise. D'origine noble, apparentée à la famille royale de Bosnie, sa famille dut fuir l'effondrement du royaume de Bosnie après l'invasion ottomane.
Dans sa jeunesse il voyage à travers la Méditerranée sur la galère que commande son oncle, durant les guerres contre l'empire ottoman. Il étudie le commerce à Venise, puis poursuit ses études à Ingolstadt en Bavière sous le patronage de son cousin Matthias Flacius. En 1547, il revient étudier pendant sept ans la médecine puis la philosophie à l'université de Padoue, où il aura pour professeur Bernardino Tomitano ; il apprend le grec (il traduira Proclos, Philipon, le Peudo-Aristote, Hermès Trismégiste). Il vit ensuite dans différentes villes d'Italie, puis à Chypre, où il rassemble des manuscrits grecs dont il revendra ensuite la majeure partie au roi Philippe II lors d'un séjour en Espagne.
En 1578 il est nommé à la chaire de philosophie de l'université de Ferrare par le duc Alphonse II. Il est invité en 1592 par le pape Clément VIII à Rome, où il occupe pendant cinq ans une chaire de philosophie à l'université de Rome « La Sapienza », étant un des rares philosophes italiens à enseigner la philosophie platonicienne à l'époque. Il y défendra son ouvrage Nova de universis philosophia (Nouvelle philosophie universelle), mis à l'Index peu de temps après sa publication en 1591.
Il meurt à Rome le 6 février 1597, sa chaire de philosophie platonicienne étant reprise par Jacopo Mazzoni, qui sera le mentor de Galilée à l'université de Pise.

## Œuvres

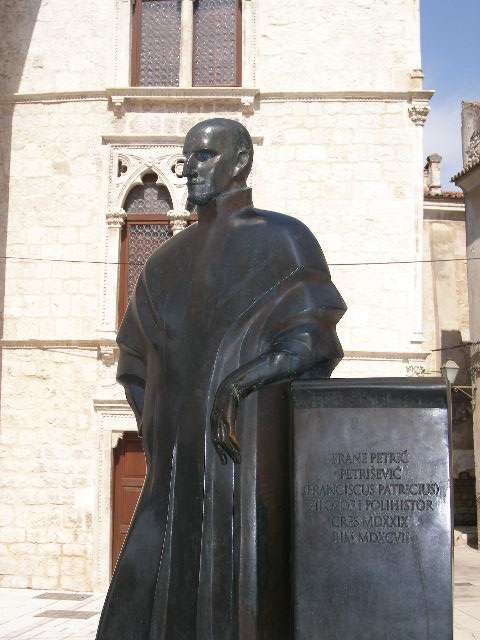
Monument à Francesco Patrizi dans l'île de Cres

L'œuvre de Patrizi, caractéristique de l'humanisme de la Renaissance, couvre aussi bien la philosophie que l'histoire, la rhétorique, les arts, la littérature et l'art militaire.
Ses deux grands ouvrages, Discussionum peripateticorum libri XV (Bâle, 1571), et Nova de universis philosophia (Ferrare 1591), développent l'idée que, alors que les enseignements d'Aristote s'opposent directement au christianisme, Platon au contraire, anticipe la révélation chrétienne, et prépare son acceptation. Dans le premier traité il attaque la vie et le personnage d'Aristote, rejette l'authenticité de presque toutes ses œuvres, et tente de réfuter ses doctrines d'un point de vue théologique. Dans le second, il retourne aux théories et méthodes des philosophes ioniens et présocratiques.
La théorie de l'univers de Patrizi est que la lumière qui a émané de Dieu s'est étendu dans tout l'espace et est la raison de tout développement. Cette lumière n'est pas matérielle mais est pourtant la réalité fondamentale des choses. Il substitue aux quatre éléments d'Aristote, - terre, eau, air et feu -  l'espace (spatium), la lumière (lux), la chaleur (calor) et l'humidité (fluor). Cette théorie cosmique  est une combinaison curieuse de matérialisme et d'idéalisme. L'influence marquante de son maître Bernardino Telesio n'est pas suffisante pour compenser sa méfiance invétérée envers la pertinence des explications purement scientifiques.

### Ouvrages en latin
- Artis historiae penus. Octodecim scriptorum tam veterim quam recentiorum monumentis. Basileae, Ex officinia Petri Paterna, 1579.
- De historia dialogi X. Con Artis historicae penus. Bâle. 1579.
- De rerum natura libri ii. priores. Aliter de spacio physico;aliter de spacio mathematico. Ferrare :  Victorius Baldinus 1587; trad. Hélène Védrine, Patrizzi : de l’espace physique et mathématique, Paris, Vrin, 1996.
- Discussionum Peripateticarum tomi iv, quibus Aristotelicae philosophiae universa Historia atque Dogmata cum Veterum Placitis collata, eleganter et erudite declarantur. Basileae. 1581
- Nova de Universis philosophia. (Ad calcem adiecta sunt Zoroastri oracula cccxx. ex Platonicis collecta, etc. Ferrare. 1591, Venise 1593. Présentation
- Magia Philosophica, hoc est Francisci Patricii Summi Philosophi, Zoroaster & eius 320. Oracula Chaldaica. Asclepii Dialogus & Philosophia magna. Hermes Trimegisti. Poemander. Sermo Sacer. Clavis. Sermo ad filium. Sermo ad Asclepium. Minerva Mundi, Hamburg, 1593.
- Apologia ad censuram

### Ouvrages en italien

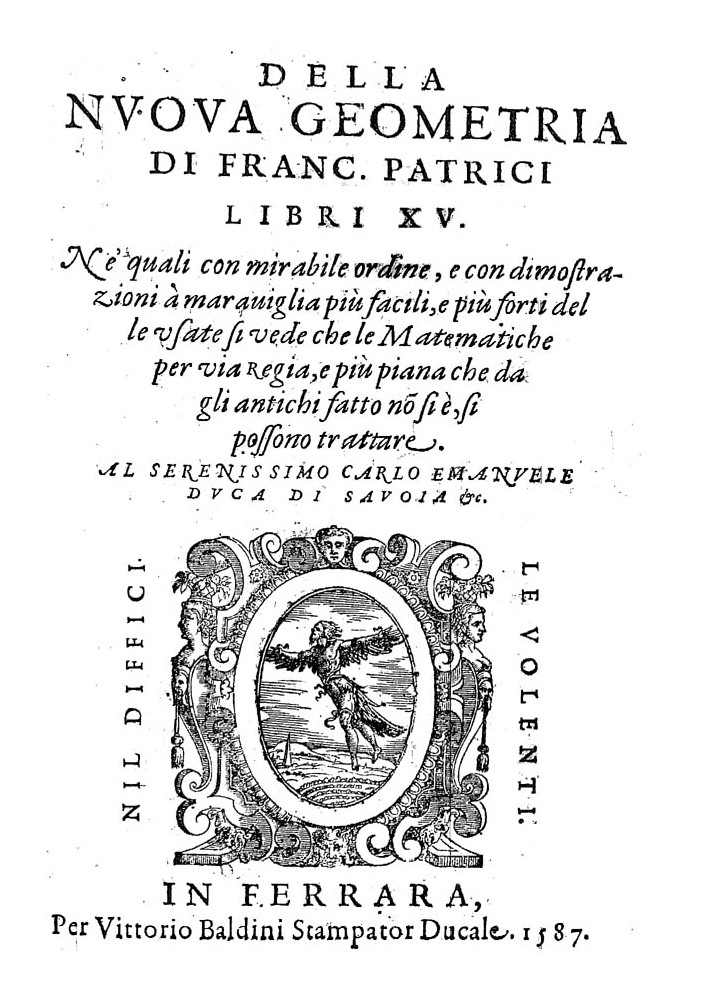
Della nuova geometria, 1587

- Della historia dieci dialogi. Appresso Andrea Arrivabene. Venise. 1560.
- Della nvova geometria di Franc. Patrici libri XV. Ne' quali con mirabile ordine, e con dimostrazioni à marauiglia più facili, e più forti delle usate si vede che le matematiche per via regia, e più piana che da gli antichi fatto non si è, si possono trattare.. Ferrare, Vittorio Baldini 1587 [dans le même volume Quattro Libri Geometrici di Silvio Belli Vencntino. Venise. 1595.]
- Della poetica...la deca disputata. Ferrare. 1586.
- Della retorica dieci dialoghi... nelli quali si favella dell'arte oratoria con ragioni repugnanti all'opinione, che intorno a quella hebbero gli antichi scrittori (Deset dijaloga o retorici). Venise: Appresso Francesco Senese, 1562.
- Difesa di Francesco Patrizi; dalle cento accuse dategli dal signor Iacopo Mazzoni. [in Discorso intorno all Risposta dal. sig. F. Patricio] Ferrare. 1587
- La Città felice, Venise: Griffio, 1553.
- L'Eridano. In nuovo verso heroico...Con i sostentamenti del detto verso. Ferrare. Appresso Francesco de Rossi da Valenza 1557.
- Parere del s. Francesco Patrici, in difesa di Lodovico Ariosto. All'Illustr. Sig. Giovanni Bardi di Vernio, Ferrare 1583.
- Risposta di Francesco Patrizi; a due opposizioni fattegli dal sign. Giacopo Mazzoni [in Della difesa della Comedia di Dante] Ferrare. Vitt. Baldini 1587

### Contributions
- Le rime di messer Luca Contile...con discussioni e argomenti di M. Francesco Patritio. Venise. F. Sansovino 1560.
- Al molto magico et magnanimo m. Giacomo Ragazzoni. In Giacomo Ragazzoni. Della Mercatura. Venice. 1573. In Chronica Magni Arueoli Cassiodori senatoris atque Patricii prefatio. Sta in Speisshaimer, Iohan. Ioannis Cuspiani...de Consulibus. Bâle 1553.

### Traductions
- La militia Romana di Polibio, di Tito Livio, e di Dionigi Alicarnaseo. Ferrare. 1583.
- Paralleli millitari, Rome. 1594-95.
- Zoroaster et eius CCCXX oracula Chaldaica, eius opera e tenebris eruta et Latine reddita. Ferrara. Ex Typographia Benedicti Mammarelli. 1591.
- Magia philosophica hoc est F. Patricij Zoroaster et eius 320 oracula Chaldaica. Asclepii dialogus, et philosophia magna: Hermetis Trismegisti. Iam lat. reddita. Hamburg. 1593.
- Le imprese illustri con espositioni, et discorsi del sor. Ieromimo Ruscelli. Con la giunta di altre imprese: tutto riordinato et corretto da Franco. Patritio. In Venetia: Appresso Comin da Trino di Monferrato, 1572.

### Traductions en français
- De spacio physico et mathematico ; présentation, traduction et notes par Hélène Védrine. Paris : J. Vrin, 1996. (De Pétrarque à Descartes ; 62).  (ISBN 2-7116-126-4-3).
- La cité heureuse (1553), sous la dir. de A. C. Fiorato, L'Harmattan, 2001.
- Du baiser (vers 1560), Les Belles Lettres, 2002.

### Études sur Patrizi
- Benjamin Brickman, An Introduction to F. Patrizi's 'Nova de universis philosophia' . New York, 1941.
- Paul Oskar Kristeller, Eight Philosophers of the Italian Renaissance. Stanford, 1964, p. 110-126.
- Cesare Vasoli, Francesco Patrizi da Cherso. Roma, Bulzoni, 1989. (Humanistica ; 5).
- Sandra Plastina, Gli alunni di Crono. Mito linguaggio e storia in Francesco Patricius da Cherso (1529-1597). Rubbettino, Soveria Mannelli 1992.  (ISBN 88-728-4107-0)
- Jacomien Prins, ''Echoes of an invisible world : Marsilio Ficino and Francesco Patrizi on cosmic order and music theory''. Leiden : Brill, 2015. (Brill's Studies in intellectual history ; 234).  (ISBN 978-90-04-27437-2).
- Leen Spruit, Democritus in Francesco Patrizi and Giordano Bruno, in : Atoms, Corpuscles and Minima in the Renaissance, ed. by Christoph Lüthy and Elena Nicoli (Leiden : Brill, 2023), p. 176-192.  (ISBN 978-90-04-52891-8).